# 恰克羅夫峰
恰克羅夫峰（英語：Chakarov Peak）是南極洲的山峰，位於葛拉漢地，處於安德烈耶夫冰原島峰以東4.7公里和聖薩瓦峰西南面3.8公里，海拔高度650米，以保加利亞的醫生命名。

## 外部連結

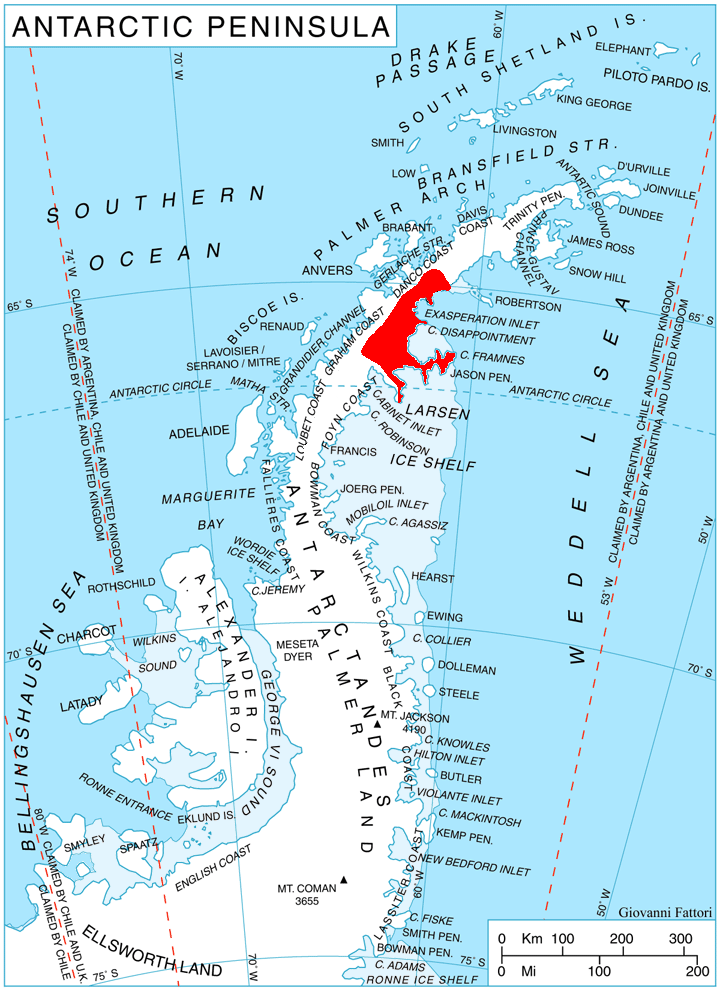

- Chakarov Peak. （页面存档备份，存于） SCAR Composite Antarctic Gazetteer.

65°08′50″S 61°54′54″W / 65.14722°S 61.91500°W